# Championnats d'Europe d'athlétisme 2002
Navigation
Les 18e Championnats d'Europe d'athlétisme se sont déroulés du 6 au 11 août 2002 à Munich en Allemagne, dans le stade olympique. Il y a le même nombre d’épreuves qu’aux précédents Championnats d'Europe de 1998 (24 masculines et 22 féminines), mais en marche féminine, le 20km a remplacé le 10km.

## Faits marquants
- Ces Championnats d’Europe de Munich sont d’un niveau légèrement inférieur à celui de 1998. Ainsi chez les hommes, 14 des 24 vainqueurs ont une performance inférieure à celle du vainqueur de 1998 et chez les femmes, 10 des 11 vainqueurs ont une performance inférieure à celle de la gagnante de 1998.
- La seule athlète double médaille d'or est la française Muriel Hurtis au 200m et avec le relais 4x100m.
- les Britanniques Colin Jackson au 110m haies et Steve Backley au javelot sont vainqueurs pour la 4ème fois d'affilée. Ionela Tirlea (Roumanie) au 400m haies, Robert Korzeniowski (Pologne) au 50km marche, la France au relais 4x100m et l'Allemagne au relais 4x400m gagnent pour la 2ème fois de suite. À noter que l'Allemande Grit Breuer  après ses victoires au 400m en 1990 et 1998 et avec le 4x400m en 1990, obtient sa 4ème médaille d'or avec le relais 4x400m.
- Le Polonais Robert Korzeniowski établit un nouveau record du monde du 50 km marche en 3 h 36 min 39 s (ancien record 3h37'26'' par le russe Valeriy Spitsyn en 2000). Paula Radcliffe (GB) bat le record d’Europe sur 10000m en 30’01’’09 (ancien record Ingrid Kristiansen (Norvège) en 30’13’’74 en 1986). Katarina Kluft (Suède) bat le record du monde junior de l’heptathlon avec 6542 points (précédent record par elle-même 6470 pts, 15 jours auparavant aux championnats du monde juniors à Kingston).
- Les résultats du sprinter Dwain Chambers, vainqueur du 100 m et du relais 4 × 100 m avec l'équipe britannique, sont annulés à la suite de ses aveux de dopage ayant suivi un contrôle positif à la THG en 2003[1]. En conséquence, l'Association européenne d'athlétisme décide de réattribuer les médailles d'or au Portugais Francis Obikwelu sur 100 m et au relais ukrainien sur 4 × 100 m.
- La Russie est la nation gagnante au nombre de médailles d'or grâce à son équipe féminine. La Grande Bretagne est en repli avec 5 titres contre 9 en 1998. L'Allemagne chez elle n'a pas la réussite escomptée avec seulement 2 titres mais 9 places de deuxième.
- Au nombre de finalistes, sont en tête la Russie et l'Allemagne avec 45 et 44 finalistes. L'Espagne est troisième avec 31 finalistes, principalement dans les épreuves de fond et de marche.

## Résultats

### Hommes
| Épreuves          | Or                                                                                     | Argent                                                                                  | Bronze                                                                          |
| ----------------- | -------------------------------------------------------------------------------------- | --------------------------------------------------------------------------------------- | ------------------------------------------------------------------------------- |
| 100 m             | Francis Obikwelu 10 s 06                                                               | Darren Campbell 10 s 15                                                                 | Roland Németh 10 s 27                                                           |
| 200 m             | Konstantínos Kentéris 19 s 85                                                          | Francis Obikwelu 20 s 21                                                                | Marlon Devonish 20 s 24                                                         |
| 400 m             | Ingo Schultz 45 s 14                                                                   | David Canal 45 s 24                                                                     | Daniel Caines 45 s 28                                                           |
| 800 m             | Wilson Kipketer 1 min 47 s 25                                                          | Andre Bucher 1 min 47 s 43                                                              | Nils Schumann 1 min 47 s 60                                                     |
| 1 500 m           | Mehdi Baala 3 min 45 s 25                                                              | Reyes Estévez 3 min 45 s 25                                                             | Rui Silva 3 min 45 s 43                                                         |
| 5 000 m           | Alberto García 13 min 38 s 18                                                          | Ismaïl Sghyr 13 min 39 s 81                                                             | Serhiy Lebid 13 min 40 s 00                                                     |
| 10 000 m          | José Manuel Martínez 27 min 47 s 65                                                    | Dieter Baumann 27 min 47 s 87                                                           | José Ríos 27 min 48 s 29                                                        |
| Marathon          | Janne Holmén 2 h 12 min 14 s                                                           | Pavel Loskutov 2 h 13 min 18 s                                                          | Julio Rey 2 h 13 min 21 s                                                       |
| 110 m haies       | Colin Jackson 13 s 11                                                                  | Stanislavs Olijars 13 s 22                                                              | Artur Kohutek 13 s 32                                                           |
| 400 m haies       | Stéphane Diagana 47 s 58                                                               | Jiří Mužík 48 s 43                                                                      | Paweł Januszewski 48 s 46                                                       |
| 3 000 m steeple   | Antonio David Jiménez 8 min 24 s 34                                                    | Simon Vroemen 8 min 24 s 45                                                             | Luis Miguel Martin 8 min 24 s 72                                                |
| 4 × 100 m         | Ukraine Kostyantyn Vasyukov Kostyantyn Rurak Anatoliy Dovhal Oleksandr Kaydash 38 s 53 | Pologne Ryszard Pilarczyk Łukasz Chyła Marcin Nowak Marcin Urbaś 38 s 71                | Allemagne Ronny Ostwald Marc Blume Alexander Kosenkow Christian Schacht 38 s 88 |
| 4 × 400 m         | Royaume-Uni Jared Deacon Matt Elias Jamie Baulch Daniel Caines 3 min 01 s 25           | Russie Oleg Mishukov Andreï Semionov Ruslan Mashchenko Yuriy Borzakovskiy 3 min 01 s 34 | France Leslie Djhone Ahmed Douhou Naman Keita Ibrahima Wade 3 min 02 s 76       |
| 20 km marche      | Francisco Javier Fernández 1 h 18 min 37 s                                             | Vladimir Andreyev 1 h 19 min 56 s                                                       | Juan Manuel Molina 1 h 20 min 36 s                                              |
| 50 km marche      | Robert Korzeniowski 3 h 36 min 39 s (WR)                                               | Aleksey Voyevodin 3 h 40 min 16 s                                                       | Jesús Ángel García 3 h 44 min 33 s                                              |
| Saut en longueur  | Oleksiy Lukashevych 8,08 m                                                             | Siniša Ergotić 8,00 m                                                                   | Yago Lamela 7,99 m                                                              |
| Triple saut       | Christian Olsson 17,53 m                                                               | Charles Friedek 17,33 m                                                                 | Jonathan Edwards 17,32 m                                                        |
| Saut en hauteur   | Yaroslav Rybakov 2,31 m                                                                | Stefan Holm 2,29 m                                                                      | Staffan Strand 2,27 m                                                           |
| Saut à la perche  | Aleksandr Averbukh 5,85 m                                                              | Lars Börgeling 5,80 m                                                                   | Tim Lobinger 5,80 m                                                             |
| Lancer du poids   | Yuriy Bilonoh 21,37 m                                                                  | Joachim Olsen 21,16 m                                                                   | Ralf Bartels 20,58 m                                                            |
| Lancer du disque  | Róbert Fazekas 68,83 m                                                                 | Virgilijus Alekna 66,62 m                                                               | Michael Möllenbeck 66,37 m                                                      |
| Lancer du marteau | Adrián Annus 81,17 m                                                                   | Vladyslav Piskunov 80,39 m                                                              | Alexandros Papadimitriou 80,21 m                                                |
| Lancer du javelot | Steve Backley 88,54 m                                                                  | Sergey Makarov 88,05 m                                                                  | Boris Henry 85,33 m                                                             |
| Décathlon         | Roman Šebrle 8 800 pts                                                                 | Erki Nool 8 438 pts                                                                     | Lev Lobodin 8 390 pts                                                           |

### Femmes
| Épreuves          | Or                                                                                   | Argent                                                                                       | Bronze                                                                                     |
| 100 m             | Ekaterini Thanou 11 s 10                                                             | Kim Gevaert 11 s 22                                                                          | Manuela Levorato 11 s 23                                                                   |
| 200 m             | Muriel Hurtis 22 s 43                                                                | Kim Gevaert 22 s 53                                                                          | Manuela Levorato 22 s 75                                                                   |
| 400 m             | Olesya Zykina 50 s 45                                                                | Grit Breuer 50 s 70                                                                          | Lee McConnell 51 s 02                                                                      |
| 800 m             | Jolanda Čeplak 1 min 57 s 65                                                         | Mayte Martínez 1 min 58 s 86                                                                 | Kelly Holmes 1 min 59 s 83                                                                 |
| 1 500 m           | Süreyya Ayhan 3 min 58 s 79                                                          | Gabriela Szabo 3 min 58 s 81                                                                 | Tatyana Tomashova 4 min 01 s 28                                                            |
| 5 000 m           | Marta Dominguez 15 min 14 s 76                                                       | Sonia O'Sullivan 15 min 14 s 85                                                              | Yelena Zadorozhnaya 15 min 15 s 22                                                         |
| 10 000 m          | Paula Radcliffe 30 min 01 s 09                                                       | Sonia O'Sullivan 30 min 47 s 59                                                              | Lyudmila Biktasheva 31 min 04 s 00                                                         |
| Marathon          | Maria Guida 2 h 26 min 05 s                                                          | Luminita Zaituc 2 h 26 min 58 s                                                              | Sonja Oberem 2 h 28 min 45 s                                                               |
| 100 m haies       | Glory Alozie 12 s 73                                                                 | Yelena Krasovskaya 12 s 88                                                                   | Yana Kasova 12 s 91                                                                        |
| 400 m haies       | Ionela Târlea 54 s 95                                                                | Heike Meissner 55 s 89                                                                       | Anna Olichwierczuk 56 s 18                                                                 |
| 4 × 100 m         | France Delphine Combe Muriel Hurtis Sylviane Felix Odiah Sidibe 42 s 46              | Allemagne Melanie Paschke Gabi Rockmeier Sina Schielke Marion Wagner 42 s 54                 | Russie Natalya Ignatova Yuliya Tabakova Irina Khabarova Larisa Kruglova 43 s 11            |
| 4 × 400 m         | Allemagne Florence Ekpo-Umoh Birgit Rockmeier Claudia Marx Grit Breuer 3 min 25 s 10 | Russie Natalya Antyukh Natalya Nazarova Anastasiya Kapachinskaya Olesya Zykina 3 min 25 s 59 | Pologne Zuzanna Radecka Grażyna Prokopek Małgorzata Pskit Anna Olichwierczuk 3 min 26 s 15 |
| 20 km marche      | Olimpiada Ivanova 1 h 26 min 42 s                                                    | Yelena Nikolayeva 1 h 28 min 20 s                                                            | Erica Alfridi 1 h 28 min 33 s                                                              |
| Saut en longueur  | Tatyana Kotova 6,85 m                                                                | Jade Johnson 6,73 m                                                                          | Tunde Vaszi 6,73 m                                                                         |
| Triple saut       | Ashia Hansen 15,00 m                                                                 | Heli Koivula 14,83 m                                                                         | Yelena Oleynikova 14,54 m                                                                  |
| Saut en hauteur   | Kajsa Bergqvist 1,98 m                                                               | Marina Kuptsova 1,92 m                                                                       | Olga Kaliturina 1,89 m                                                                     |
| Saut à la perche  | Svetlana Feofanova 4,60 m                                                            | Yelena Isinbayeva 4,55 m                                                                     | Yvonne Buschbaum 4,50 m                                                                    |
| Lancer du poids   | Irina Korzhanyenko 20,64 m                                                           | Vita Pavlysh 20,02 m                                                                         | Svetlana Krivelyova 19,56 m                                                                |
| Lancer du disque  | Ekateríni Vóngoli 64,31 m                                                            | Natalya Sadova 64,12 m                                                                       | Anastasia Kelesidou 63,92 m                                                                |
| Lancer du marteau | Olga Kuzenkova 72,94 m                                                               | Kamila Skolimowska 72,46 m                                                                   | Manuela Montebrun 72,04 m                                                                  |
| Lancer du javelot | Mirela Manjani 67,47 m                                                               | Steffi Nerius 64,09 m                                                                        | Mikaela Ingberg 63,50 m                                                                    |
| Heptathlon        | Carolina Klüft 6 542 pts                                                             | Sabine Braun 6 434 pts                                                                       | Natalya Sazanovich 6 341 pts                                                               |

## Tableau des médailles
| Rang | Nation             | Or | Argent | Bronze | Total |
| ---- | ------------------ | -- | ------ | ------ | ----- |
| 1    | Russie             | 7  | 9      | 8      | 24    |
| 2    | Espagne            | 6  | 3      | 6      | 15    |
| 3    | Royaume-Uni        | 5  | 2      | 5      | 12    |
| 4    | France             | 4  | 1      | 2      | 7     |
| 5    | Grèce              | 4  | 0      | 2      | 6     |
| 6    | Ukraine            | 3  | 3      | 1      | 7     |
| 7    | Suède              | 3  | 1      | 1      | 5     |
| 8    | Allemagne          | 2  | 9      | 8      | 19    |
| 9    | Hongrie            | 2  | 0      | 2      | 4     |
| 10   | Pologne            | 1  | 2      | 4      | 7     |
| 11   | Finlande           | 1  | 1      | 1      | 3     |
| 11   | Portugal           | 1  | 1      | 1      | 3     |
| 13   | Danemark           | 1  | 1      | 0      | 2     |
| 13   | Roumanie           | 1  | 1      | 0      | 2     |
| 13   | République tchèque | 1  | 1      | 0      | 2     |
| 16   | Italie             | 1  | 0      | 3      | 4     |
| 17   | Israël             | 1  | 0      | 0      | 1     |
| 17   | Slovénie           | 1  | 0      | 0      | 1     |
| 17   | Turquie            | 1  | 0      | 0      | 1     |
| 20   | Belgique           | 0  | 2      | 0      | 2     |
| 20   | Estonie            | 0  | 2      | 0      | 2     |
| 20   | Irlande            | 0  | 2      | 0      | 2     |
| 23   | Suisse             | 0  | 1      | 0      | 1     |
| 23   | Pays-Bas           | 0  | 1      | 0      | 1     |
| 23   | Croatie            | 0  | 1      | 0      | 1     |
| 23   | Lettonie           | 0  | 1      | 0      | 1     |
| 23   | Lituanie           | 0  | 1      | 0      | 1     |
| 28   | Biélorussie        | 0  | 0      | 1      | 1     |
| 28   | Bulgarie           | 0  | 0      | 1      | 1     |
|      |                    | 46 | 46     | 46     | 138   |